# 開心痞子派對計劃
《The Uplift Mofo Party Plan》是美国疯克摇滚乐队呛辣红椒的第三张专辑，1987年9月29日由EMI发行。由于1983年成立后乐队队员的变化，《The Uplift Mofo Party Plan》是4个最初成员——小提琴手安东尼·基迪斯、贝斯手Flea、吉他手希勒尔·斯洛伐克以及鼓手杰克·艾恩斯全部出场的唯一一张专辑。该专辑带有很重的疯克摇滚风格，但也受到雷鬼和硬摇滚的影响。为了制作该专辑，呛辣红椒找来了新的经纪人迈克尔·拜因霍恩。